# 佐々木桃華
佐々木 桃華（ささき ももか、2003年2月10日 - ）は、日本の元ジュニアアイドル。兵庫県出身。元バンビーナ所属。

## 略歴
いもうとシスターズのメンバーで関西3期生。
2016年7月1日付けでバンビーナを退所し、いもうとシスターズを卒業した。

## 人物
趣味は手芸・料理、特技は絵を描くこと。

## 作品

### DVD＆BD
※出版元はすべてアイマックス
1. 初写　佐々木桃華（2013年11月25日発売）
2. 初めてのChu♪ 佐々木桃華（2014年1月25日発売）
3. いもうと目線 桃華とふたりっきり 目線をそらすな、ボクの妹… 佐々木桃華（2014年1月25日発売）
4. 天真爛漫 佐々木桃華（2014年3月25日発売）
5. 天真爛漫 佐々木桃華 Part2（2014年5月10日発売）
6. ニーハイコレクション 〜絶対領域〜 佐々木桃華（2014年8月10日発売）
7. いもうと目線 桃華とふたりっきり 目線をそらすな、ボクの妹… 佐々木桃華 Part2（2014年9月25日発売）
8. ニャンこれ　佐々木桃華（2014年10月25日発売）
9. 夏少女 佐々木桃華（2015年1月25日発売）
10. 夏少女 佐々木桃華 Part2（2015年2月25日発売）
11. 天真爛漫 佐々木桃華 Part3（2015年4月10日発売）
12. 夏少女 佐々木桃華 Part3（2015年5月10日発売）
13. ひとりじめ 佐々木桃華（2015年6月10日発売）
14. ひとりじめ 佐々木桃華 Part2（2015年8月25日発売）
15. ニーハイコレクション 〜絶対領域〜 佐々木桃華 Part2（2015年10月25日発売）
16. ひとりじめ 佐々木桃華 Part3（2015年12月20日発売）
17. ひとりじめ 佐々木桃華 Part4（2016年5月10日発売）

### 雑誌
- ドリームガールズ（株式会社メディア・パル）
- まるごとディズニーvol.3（KADOKAWA）
- キャラぱふぇvol.52（KADOKAWA）

### その他
- 短編映画「あこがれ」 - 晴夏 役[5]（共演：香月杏珠）